# 7038 Tokorozawa
7038 Tokorozawa este un asteroid din centura principală, descoperit pe 22 februarie 1995, de Naoto Satō și Takeshi Urata.